# Faux vide
 (décembre 2024).
Sa qualité peut être largement améliorée en utilisant un vocabulaire plus directement compréhensible.

Un champ scalaire φ dans un faux vide.

Dans la théorie quantique des champs, le faux vide est un secteur d'espace métastable qui semble être un vide par analyse perturbative mais qui est instable sous les effets instanton (effet tunnel vers un potentiel plus bas).

## Nucléation de bulle
En physique théorique du faux vide, un système métastable transite vers un vide de plus basse énergie par un processus connu sous le nom de nucléation de bulle. Dans une approche semi-classique, la transition est modélisée par l'apparition d'une bulle dans laquelle les champs ont la valeur d'attente du vide et qui est due aux effets des instantons. L'intérieur de la bulle a une énergie plus basse proportionnelle à son volume, donc au cube du rayon de la bulle. Les murs de la bulle ont une tension de surface proportionnelle à l'aire de la surface, donc au carré du rayon de la bulle. Les fluctuations quantiques font constamment apparaître des bulles de grandeurs diverses ; il existe un rayon critique pour lequel l'expansion d'une bulle devient énergétiquement favorable, ce qui assure la transition du système vers le vrai vide,.